# A Day in Our Life
A Day in Our Life è un brano musicale del gruppo musicale giapponese Arashi, pubblicato come loro settimo singolo il 6 febbraio 2002. Il brano è incluso nell'album Here We Go!, terzo lavoro del gruppo. Il singolo ha raggiunto la prima posizione della classifica Oricon dei singoli più venduti in Giappone, vendendo 378.050. Il brano è stato utilizzato come tema musicale del dorama Kisarazu Cat's Eye con Shō Sakurai.

## Tracce
CD Singolo JADA-5001
1. a Day in Our Life
2. a Day in Our Life -instrumental-
3. Secret Talk

## Classifiche
| Classifica (2002) | Posizione più alta |
| ----------------- | ------------------ |
| Giappone (Oricon) | 1                  |